# Manuel Maria Barbosa du Bocage
Manuel Maria Barbosa du Bocage (15. září 1765, Setúbal – 21. prosince 1805, Lisabon) byl portugalský preromantický básník a překladatel, považovaný za největšího portugalského básníka 18. století. 

## Život
Ovlivněn rodinným prostředím skládal již jako dítě verše. Roku 1781 utekl z domova a vstoupil v rodném městě do armády a roku 1783 začal studovat na Námořní akademii v Lisabonu. Žil v prostředí lisabonské bohémy a díky svému básnickému nadání si zde získal značné renomé. Roku 1786 byl poslán do Goy a o dva roky později byl převelen do Damanu, kde byl jmenován poručíkem. Odtud údajně kvůli milostné aféře utekl do Macaa. Díky svým přátelům se pak mohl roku 1790 vrátit zpět do Lisabonu, kde pokračoval ve svém bohémském životě.

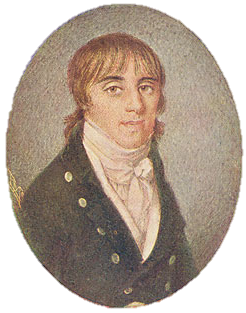
Manuel Maria Barbosa du Bocage kolem roku 1785

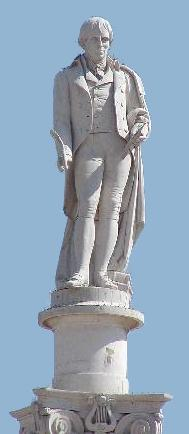
Básníkův pomník v Setúbalu

Roku 1791 vydal první svazek svých básní s názvem Rimas (Rýmy) a stal se známým. Byl přijat pod pseudonymem Elmano Sadino do neoklasicistického spolku Nova Arcádia, ze kterého byl později pro své nekonformní chování a invektivy proti jeho členům vyloučen. Roku 1797 byl zatčen za protimonarchistické a antiklerikální verše a souzen inkvizicí. Po tříměsíční internaci v klášteře oratoriánů, kde se zabýval překlady Ovidia, Torquata Tassa a Voltaira, byl propuštěn. Živil se pak překlady a záhy po vydání dalších dvou svazků svých Rimas vyčerpaný a nemocný (aneurysma) zemřel.
Jeho básně, napsané plynným a zvučným veršem, v sobě nesou střety dvou literárních proudů, klasicismu a začínajícího romantismu a jsou odrazem jeho impulzivní a neklidné osobnosti. Zachycují pocity úzkosti, vnitřní rozpolcenosti, vášně, bolesti, milostného opojení i žárlivosti, obsahují motivy smrti a básníkova tragického údělu (ve kterém se srovnával s Camõesem) a témata oslavy svobody a odporu ke všem formám despotismu. Současně se vyznačují uhlazenou klasicistní formou, alegorickým vyjadřováním a mytologickými odkazy. Psal všechny tehdejší literární formy, milostnou i satirickou lyriku, ale také epickou poezii. Věhlas si však získal především svými sonety, které vedle Camõesových a Quentalových patří k nejlepším v portugalské literatuře.